# Het Geheim van Matsuoka
Het Geheim van Matsuoka is het 1ste verhaal uit de stripreeks Nero. De eerste negen klassieke avonturen verschenen onder de titel de avonturen van detective Van Zwam. De reeks werd getekend door striptekenaar Marc Sleen.

## Hoofdrollen
De hoofdrollen in deze eerste strip zijn voor Detective Van Zwam en schurk Matsuoka (vernoemd naar Yosuke Matsuoka). Er is nog weinig vermoeden dat later een van de nevenfiguren, Nero, in latere avonturen de hoofdrol zal opeisen. Nero is in dit verhaal -door het Matsuokabier- het willoze en niet al te snuggere instrument van Matsuoka.

## Inhoud
Detective Van Zwam besluit een reeks geheimzinnige verdwijningen in de Brederostraat te onderzoeken, maar wordt zelf ontvoerd. Hij ontwaakt in een groot gebouw met veel deuren. Hier komt hij enkele mensen tegen die allemaal denken dat ze iemand anders zijn: Jef Pedal ("Jan met de Hamer", waarmee Jan Zonder Vrees bedoeld wordt), Heiremans (keizer Nero), P.J. Waterschoot (Lodewijk XIV),... Het blijkt dat al deze mensen gedronken hebben van een bepaald bier dat mensen gek maakt. De man die hen deze drank gaf is de Japanner Matsuoka. Hij laat Van Zwam ook van het Matsuokabier drinken waarop hij denkt dat hij Karel de Kale is. Van Zwam en de overige gekken besluiten te kaarten, maar na een ruzie wordt Van Zwam via een hamerslag weer tot bewustzijn gebracht. Hij gaat meteen naar Matsuoka, slaat hem buiten westen, vernielt zijn laboratorium en neemt het bier mee. Matsuoka's handlangers proberen Van Zwam gevangen te nemen, maar dit mislukt. Ook Matsuoka zelf slaagt er niet in Van Zwam tegen te houden. De detective stapt naar het commissariaat en doet zijn verhaal. Savooi, de hoofdinspecteur, gelooft hem niet en drinkt zelf van het bier waardoor hij zich "Savooi de Grote" waant.
Inmiddels stuurt Matsuoka zijn handlangers op pad om het bier terug te stelen. Nero breekt in bij Van Zwam, maar zijn flesje blijkt leidingwater te bevatten. Jef Pedal dringt het verkeerde huis binnen en wordt het ziekenhuis ingeslagen. Waterschoot wordt geëlektrocuteerd. Ten slotte besluit Matsuoka zelf het flesje terug te halen, maar Van Zwam is inmiddels al verhuisd naar veiliger oorden. Eerst gaat hij naar Aalst en rijdt vervolgens naar Gent. Tijdens zijn reis krijgt hij echter een auto-ongeluk en weet Matsuoka in het tumult het flesje weer te pakken te krijgen. Als Van Zwam weer de oude is, komt hij in een café toevallig te weten waar Matsuoka verblijft. Tjeef, een misdadiger, brengt hem ernaartoe, maar Van Zwam wordt uitgeschakeld door Matsuoka die zowel hem als Tjeef van het bier laat drinken. Hierop denkt Tjeef dat hij Ivan de Verschrikkelijke is en waant Van Zwam zich opnieuw Karel de Kale. Twee agenten komen op het lawaai af en nemen de gek geworden Van Zwam mee naar het commissariaat. Savooi, die nog altijd gek is, blijkt overgeplaatst naar Gent en verwelkomt Van Zwam. Door een sprong tegen het plafond wordt Van Zwam weer normaal, maar wordt desondanks naar een gesticht overgebracht.
Matsuoka is ondertussen aan een groot offensief begonnen om iedereen van zijn bier te laten drinken zodat men in zijn macht komt. De Gentenaars beginnen hem te verafgoden en Matsuoka besluit nu drank klaar te maken om Brussel en meteen heel België te veroveren. Van Zwam koopt ondertussen een cipier om en laat hem een brief aan Marc Sleen bezorgen. Sleen bezoekt vervolgens de gevangenis en helpt Van Zwam door hem een stokbrood met een vijl te bezorgen. Van Zwam vijlt de tralies door en ontsnapt. Verkleed als oude man lift hij langs de snelweg tot Nero en Jef Pedal met een hele vrachtwagen Matsuoka-bier voorbijrijden. Terwijl hij meelift, giet hij alle flesjes bier leeg op de snelweg.
Als Pedal en Nero de wagen even aan de kant van de weg parkeren om een paar flesjes leeg te drinken, rijdt Van Zwam ermee ervandoor. Hij stopt aan een legerbasis en steelt er dynamiet om Matsuoka's hoofdkwartier mee op te blazen. Hij wordt dankzij zijn vermomming het gebouw binnengelaten, maar Matsuoka herkent hem aan de drie kogelgaten in zijn pet. Van Zwam wordt bij zijn bom opgesloten en vervolgens wordt een kraan opengezet om hem te verdrinken met Matsuokabier. Van Zwam laat echter de bom exploderen en ontsnapt. Door de enorme schok worden alle Gentenaars weer bij hun positieven gebracht en keren ze zich tegen Matsuoka. De booswicht vlucht en Van Zwam raakt diens spoor bijster. Hij laat een advertentie plaatsen waar Matsuoka op reageert en vindt zo diens schuilplaats. Met politieversterking dringt Van Zwam het gebouw binnen, maar wordt door Matsuoka neergeschoten. De detective bleek echter maar komedie te spelen en richt opnieuw zijn pistool op hem. Matsuoka springt het raam uit, maar wordt uiteindelijk door Nero (die weer bij zijn positieven is gekomen) neergekogeld. Iedereen is weer normaal en Matsuoka belandt in de gevangenis.

## Het eerste album
In 1948 geeft uitgeverij De Gids Het Geheim van Matsuoka in album uit. Het album was relatief klein van formaat (27 cm × 18,5 cm) en kreeg een geel bruine stevige kaft. Het album was te koop voor slechts 10 frank, wat goedkoper was dan een Suske en Wiske-album (36 frank). Waarschijnlijk werden er enkele duizenden exemplaren van gedrukt, wat van het album tegenwoordig een gewild collector's item maakt.

## Bekende plaatsen en monumenten
Dit eerste verhaal speelt zich op verschillende plaatsen in België af: Brussel, Aalst, Gent en Brugge. Ook bekende monumenten zoals belforten en een verwijzing naar de Brederodestraat (rue Bredero straat) achter het Koninklijk paleis in Brussel. Van Zwam wordt in strook 75 in het huis binnengeleid waar ook Jacob Van Artevelde vermoord werd. Ook Café De Hel is een bekend café aan de Kraanlei in Gent. Dit café kwam later regelmatig in de Nero-verhalen voor (bijvoorbeeld in De bom van Boema,1983). Matsuoka verraadt zijn schuilplaats die in Sint-Andries in Brugge blijkt te liggen.

## Herdruk
Het Geheim van Matsuoka was in 1948 snel uitverkocht. Het Volk brengt het album in 1961 opnieuw uit. Om Marc Sleen adempauze te gunnen, krijgt Hurey de opdracht om de eerste drie verhalen te hertekenen. In tegenstelling tot de hertekende versie van Het B-gevaar verschijnen de nieuwe versies van Het geheim van Matsuoka en Het zeespook niet in de krant. Marc Sleen tekent wel de cover van het nieuwe album. Inhoudelijk was er echter in de 13 jaar tussen 1948 en 1961 het een en ander veranderd, sommige personages hadden aan belang ingeboet, anderen (zoals Adhemar) waren ten tonele verschenen. Daarom worden de twee kinderen (strook 159) van de oude versie plotseling een neefje en nichtje van Nero.

## Kalender
Op 30 december 1947 worden de lezers van  Het Vrije Volksblad verrast met een kalender voor 1948. Sleen laat zowel de belangrijke personages uit zijn nieuwe strip De avonturen van Detectief Van Zwam als personages uit andere reeksen zoals Piet Fluwijn en Bolleke optreden. Hij verwerkt details in de illustraties, zoals de gaten in Van Zwams hoed, die Matsuoka er in strook 83 van het eerste verhaal in schoot.

## Achtergronden bij het verhaal
- Oorspronkelijk bedacht Gaston Durnez een plot voor het verhaal, maar Sleen maakt er een totaal ander scenario van.[1]
- In dit album maken Detective Van Zwam, Jef Pedal en Nero hun debuut in de reeks.
- In strook 1 leest Van Zwam dat er nu al drie personen vermist zijn deze week. Een van de namen is P.H. Waterschoot, een verwijzing naar John Van Waterschoot, een kennis van Marc Sleen. De tweede is Heiremans, een verwijzing naar Jan Heiremans, een collega van Marc Sleen op de redactie.
- Marc Sleen baseerde de naam Matsuoka op de Japanse minister van Buitenlandse Zaken Yosuke Matsuoka, die vanwege zijn oorlogsmisdaden na de Tweede Wereldoorlog in de gevangenis kwam en daar overleed. In de Marc Sleen-biografie door Fernand Auwera en Jan Smet (1985) vertelde Sleen dat de naam hem later in zijn leven nog verschillende keren achtervolgd heeft. Zo at hij in 1977 met de verjaardag van zijn vrouw eens in een restaurant in Oostende toen een Antwerpse man van Japanse afkomst hem aansprak. Hij vertelde Sleen dat zijn kinderen het album Het Geheim van Matsuoka gelezen hadden en vroeg hem waar hij de naam Matsuoka vandaan gehaald had. Sleen legde het uit en de man bleek zelf Matsuoka te heten. In 1984, tijdens de Olympische Zomerspelen 1984, vernam Sleen dat de Belgische judoka's bij de halflichtgewichten van het olympisch goud waren afgehouden door Yoshiyuki Matsuoka. Volgens Sleen lachte sportjournalist Carl Huybrechts vervolgens: "Nee, niet die van Sleen natuurlijk."
- Nadat Matsuoka weer bijkomt in strook 23 zegt hij dat het gevecht "erger was dan de Noord-Zuidverbinding." De bewuste treintunnel tussen de Brusselse Noord- en Zuidstations zou pas in 1952 ingehuldigd worden na een halve eeuw werken en protestbetogingen.
- In strook 64 drinkt een voorbijganger van het Matsuokabier en waant zich Hitler.
- In strook 95 laat Matsuoka een tekenaar een reclameaffiche voor het Matsuokabier maken. Hij is tevreden over de tekst, maar beveelt hem: "Zeer goed! Zeer goed! Maar maak ze in 't Frans. We hebben met Gentenaars te doen, zie je." Vervolgens drinkt de tekenaar van het Matsuokabier en waant zich terstond Rubens.
- In strook 58 wordt het standbeeld van Jacob van Artevelde neergehaald en vervangen door dat van Matsuoka. Onderaan staat het opschrift: "Hij leerde zijn volk drinken", een verwijzing naar Hendrik Conscience, over wie gezegd werd dat hij "zijn volk leerde lezen."
- In strook 101-104 speelt Marc Sleen voor het eerst een cameo in zijn eigen reeks. Hij redt Van Zwam uit de gevangenis. In het tweede prentje van strook 101 hangt een tekening van zijn vrouw, Magdalena Paelinck, aan de muur. Sleen zou zichzelf nog regelmatig in zijn Nero-verhalen laten opduiken.
- Een hond die in strook 111 van het Matsuokabier drinkt wordt gek en waant zich Rin Tin Tin, een hond uit een filmserie uit het interbellum.
- Wanneer Gent zich tegen Matsuoka keert en zijn inboedel verbrandt op een groot vuur in de openlucht (strook 137) merkt iemand op: "Waar heb ik dat nog gezien?" Een verwijzing naar de boekverbrandingen in nazi-Duitsland. Ook het feit dat de bevolking zich ineens uiterst gewelddadig tegen zijn bezetter keert verwijst naar de Tweede Wereldoorlog, meer bepaald de repressie. In de latere hertekende versie werd deze tekstballon echter weggelaten.
- Van Zwam laat in strook 139 een advertentie voor een nieuw laboratorium plaatsen in de hoop dat Matsuoka hem een brief zal sturen waarin hij de naam van de afzender kan lezen. Het lukt en Matsuoka gebruikt het pseudoniem Akoustam. Van Zwam lacht en zegt: "Ahahaha, de duivel is in de val gelopen. En hij heeft zijn naam omgekeerd. Ik ken nog sukkels die dat doen." Een knipoogje naar Marc Sleen die eigenlijk Neels heet.
- In strook 159 wordt Nero afgebeeld met zijn 2 bengels aan wie hij zijn avontuur vertelt. In de herdruk zijn dit zijn neven geworden.
- In strook 160 zijn enkele journalisten van Sleens toenmalige krant te herkennen.
- Nero speelt in dit album maar een kleine rol en blijkt overigens een man te zijn die Schoonpaard (in de herdruk Heiremans) heet en zichzelf Keizer Nero waant. In alle latere albums noemt iedereen hem gewoon Nero. Na enkele albums zou Nero de nieuwe hoofdfiguur van de stripreeks worden in plaats van Detective Van Zwam.
- Ook Jef Pedal maakt in dit album zijn debuut, maar zou enkel in de allereerste Nero-verhalen regelmatig figureren. Na Operatie Koekoek (1958) zou het tot De Gouden Patatten (1983) duren voor hij nog eens een rolletje in de reeks kreeg en zelfs daarna kwam hij amper nog voor.
- Matsuoka zou nog in de twee volgende Nero-verhalen terugkeren: Het B-Gevaar en Het Zeespook, maar daarna verdween hij decennialang uit de reeks tot hij in De Drie Wrekers (1992), Operatie Ratsjenko (1996) en Zilveren Tranen (2002) weer ten tonele verscheen en in het laatste album definitief verslagen werd. In de drie eerste verhalen wordt Matsuoka nog omschreven als een Chinees, hoewel hij in strook 152 beweert dat "Wij Japanners zeer bedreven zijn in jiu jitsu". Vanaf De Drie Wrekers beweert hij een Japanner te zijn. Blijkbaar was het onderscheid in de ogen van Sleen niet zo belangrijk.
- Matsuoka werd ook opgevoerd in Willy Linthouts parodie op Nero: De Zeven Van Zeveneken (1982).